# 武胜嘉陵江大桥
武胜嘉陵江大桥，是一座位于中国四川省武胜县嘉陵江面的公路大桥，于1994年8月建成通车。大桥长609米，宽13米，连接了县城沿口镇与华封镇，是继烈面嘉陵江大桥之后的武胜第二座嘉陵江大桥，使沿口的武胜县交通枢纽地位得到加强。